# Mon frère Chilpéric
Mon frère Chilpéric : chronique des rois aux cheveux longs, 557-590 (My Brother Chilperic) est le dernier ouvrage écrit par l'écrivain et romancier américain Paul Murray Kendall, paru en 1979.
Kendall pensait depuis longtemps à écrire un roman historique sur la dynastie des Mérovingiens. Cette idée d'une société où se mélangent barbarie et civilisation le préoccupait depuis un voyage au Kenya en 1970 où il constate le déséquilibre de la culture africaine, trop attirée par les mœurs occidentales. « Les historiens, écrit-il, se montrent extrêmement divisés sur le degré de barbarie ou de romanisation des Francs de la Gaule du VIe siècle. » Sa mort en 1973 l'empêche de mener à son terme sa dernière œuvre qui est terminée par l'un de ses proches, son ami et éditeur Malcom Barnes. Il ne paraît en version anglaise qu'en 1979 et en 1981 pour la version française, dans une traduction de Françoise Vernan.
Le roman se situe dans la deuxième moitié du VIe siècle, période particulièrement troublée. L'histoire commence vers 557, moment où le royaume franc de Clovis est sur le point d'être réunifié par son fils Clotaire Ier. En 561, Clotaire meurt et le royaume est à nouveau divisé entre ses quatre fils ; les années qui suivent sont occupées par des luttes incessantes entre les frères et également les fils de ceux-ci. Ce n'est qu'en 613 que le royaume franc est à nouveau unifié par Clotaire II.
Le narrateur est Gontran, roi de Burgondie, le plus pacifique des quatre frères, qui essaya en vain de réconcilier Chilpéric et Sigebert ; il préférait régler les conflits par la négociation plutôt que par la guerre. Cela lui valut d'être canonisé.
Le sous-titre s'explique par le fait que les rois mérovingiens, au moins les plus anciens, avaient pour caractéristique de porter leurs cheveux longs, retombant sur les épaules. C'était un signe de leur légitimité royale qu'une belle chevelure longue.